# Andkær
Andkær is een plaats in de Deense regio Zuid-Denemarken, gemeente Vejle. De plaats telt 395 inwoners (2019).
Andkær valt onder de parochie Gauerslund. Tot eind 19e eeuw waren Gauerslund en Andkær de grootste plaatsen binnen de parochie, maar dat veranderde toen Børkop een station kreeg en Brejning een vestiging van De Kellerske Anstalter, een groot psychiatrisch ziekenhuis.
Ten noorden van Andkær liggen langs de kust de beschermde natuurgebieden Andkær Vig en Holtser Hage.